# Staalvand
|  | Denne artikel er oprettet af botten PalnaBot ud fra en ekstern database. Den kan derfor have sproglige fejl eller mangler. Denne skabelon kan fjernes efter kontrol af indholdet. |

Staalvand er en film instrueret af Mathias Laisbo.

## Handling
Staalvand er et projekt, hvis væsentligste elementer er en musik-teater opsætning, en koncert, en video og et hørespil. Dette er videoen.